# Chicago Blackhawks
Los Chicago Blackhawks (hasta 1986 escrito Black Hawks. En español, Halcones negros de Chicago) son un equipo profesional de hockey sobre hielo de los Estados Unidos con sede en Chicago, Illinois. Compiten en la División Central de la Conferencia Oeste de la National Hockey League (NHL) y disputan sus partidos como locales en el United Center.
El equipo fue fundado en 1926 y forma parte de los denominados Original Six de la NHL.

## Historia

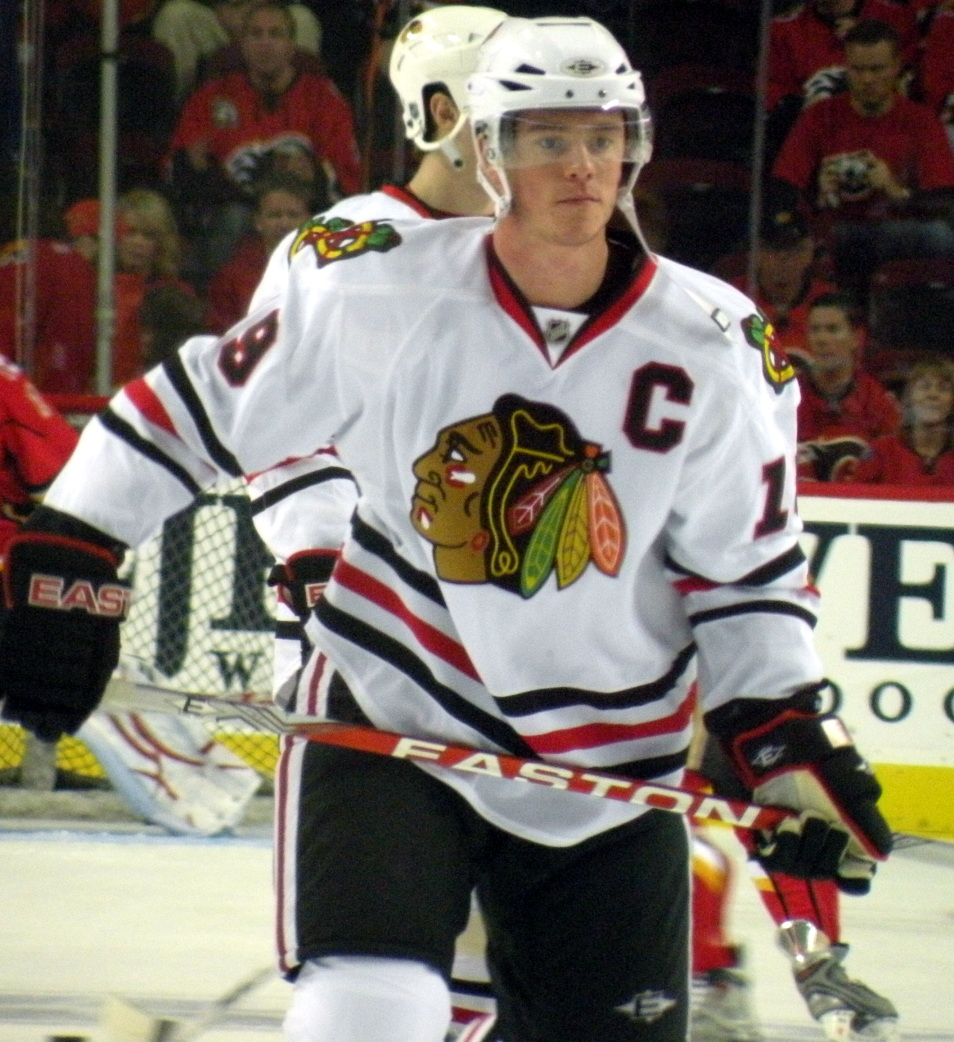
Jonathan Toews con los Blackhawks.

Los Regina Capitals fueron un equipo de la Western Canadá Hockey League hasta 1925, cuando se trasladaron y se convirtieron en los Portland Rosebuds. Un año más tarde, la liga desapareció por bancarrota. La mayoría de los jugadores de Portland jugaron para el nuevo equipo de Chicago de la NHL.
En los años 1930, los Blackhawks tuvieron su mejor época de títulos con dos Copas Stanley. Charlie Gardiner era el portero y estrella del equipo, y varios jugadores consiguieron cuatro Trofeos Art Ross al máximo anotador consecutivos en la década de 1940: Doug Bentley en 1943, su hermano Max en 1946 y 1947, y Roy Conacher en 1949. Max Bentley también ganó el Hart Trophy al jugador más valioso de la liga en 1946. El guardameta Al Rollins también ganó el Trofeo Hart en 1954.
El equipo en los años 1960 se tornó más fuerte. Bobby Hull lideró la clasificación de goleadores de la NHL siete veces, más que ningún otro jugador. También ganó tres Art Ross y dos Trofeos Hart. Stan Mikita ganó cuatro Art Ross y dos Trofeos Hart. Juntos, lideraron la NHL siete veces en nueve años en el apartado de anotación. El gran portero Glenn Hall participó en el partido de las estrellas en varias ocasiones, y Pierre Pilote ganó el Norris Trophy al mejor defensor tres veces. Los Blackhawks ganaron la Stanley Cup en 1961, y alcanzaron las finales en 1962 y 1965. El portero Tony Esposito los llevó a las finales de 1971 y 1973. 
Desde aquella época, han tenido muchas estrellas en sus filas como Doug Wilson, Steve Larmer, Jeremy Roenick, y Tony Amonte, pero no han vuelto a ganar el título de liga desde hace más de cuatro décadas. Chicago ganó el Presidents' Trophy como mejor equipo de la temporada regular en 1991, y alcanzó la final en 1992 gracias a la labor de Ed Belfour (ganador de dos Trofeos Vezina) y a Chris Chelios (ganador de dos Trofeos Norris con Chicago). Hasta 2006, solo han llegado a las series eliminatorias en una ocasión desde hace 14 años.
En 2010 los Blackhawks ganaron su primera Copa Stanley desde 1961. Terminaron la temporada regular con 112 puntos y fueron campeones de la División Central. Vencieron a los Flyers de Filadelfia en seis partidos para ganar la serie final. El capitán Jonathan Toews ganó el trofeo Conn Smythe como el jugador más valioso de las series eliminatiorias.

Skyline de Chicago después de ganar el Stanley Cup en 2010.

En la temporada 2012/13 ganaron su segunda Copa Stanley en 4 años Durante esta temporada, acortada por el lockout, los Blackhawks batieron varios récords de la NHL y acabaron primeros en la Conferencia Oeste con 77 puntos y 36 partidos ganados de 48 jugados. En los cuartos de final de la Conferencia Oeste ganaron contra los Minnesota Wild. En la semifinal consiguieron vencer a los Detroit Red Wings 4 partidos a 3. Finalmente, mediante la victoria contra Los Angeles Kings en 5 partidos consiguieron calificarse para la final de la Copa Stanley. En la final vencieron a los Boston Bruins en 6 partidos. El delantero Patrick Kane ganó el trofeo Conn Smythe como jugador más valioso.

## Estadio
Chicago disputa sus partidos como local en el United Center, pabellón multiusos donde también juegan los Chicago Bulls de la NBA entre otros equipos. La pista de hockey puede albergar hasta 20.500 plazas.
El estadio sustituyó en 1992 a su anterior recinto, el clásico Chicago Stadium. 

## Logo

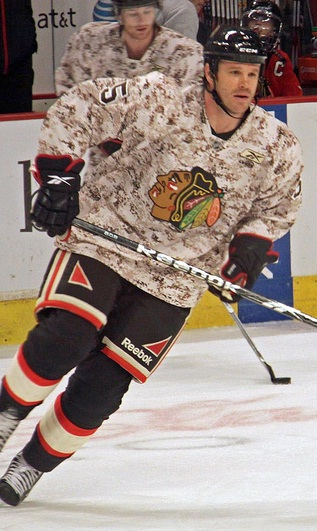
Equipación "Camuflaje" en honor a los veteranos con el logo actual

El primer logo creado en 1926, consistía de una cabeza dibujada en blanco y negro, rodeada por un círculo. Entre los años 1926 y 1955 se crearon y se utilizaron siete logos 
diferentes. En la temporada 1955-1956 se produjeron grandes cambios, se eliminó el círculo exterior y la cabeza empezó a parecerse a la del logo actual. 
En el año 2008, el equipo de redacción de "The Hockey News" votó el logo de los Blackhawks, como el mejor de la NHL. En 2010, el reporteo Damien Cox criticó el logo diciendo: "Ninguna persona de estado psicológico normal hubiera llamado hoy en día a un equipo con el nombre de un aborigen o grupo étnico, igual que tampoco hay ningún otro equipo llamado "Chino", "Musulmán" o "Africano".

## Mascota
En la temporada 2001-2002 se introdujo a Tommy Hawk. Tommy es un águila que lleva las 4 plumas de los Blackhawks en su cabeza junto con la equipación. Camina antes y durante el partido por el estadio saludando a fanes.

## Público
| Público en el United Center | Público en el United Center | Público en el United Center |
| Temporada                   | Público                     | Media                       |
| --------------------------- | --------------------------- | --------------------------- |
| 1994–95                     | 499,445                     | 20,832                      |
| 1995–96                     | 835,971                     | 20,390                      |
| 1996–97                     | 795,165                     | 19,396                      |
| 1997–98                     | 752,611                     | 18,350                      |
| 1998–99                     | 710,530                     | 17,329                      |
| 1999–2000                   | 667,237                     | 16,274                      |
| 2000–01                     | 614,875                     | 14,996                      |
| 2001–02                     | 638,324                     | 15,568                      |
| 2002–03                     | 606,580                     | 14,794                      |
| 2003–04                     | 543,374                     | 13,253                      |
| 2005–06                     | 546,075                     | 13,318                      |
| 2006–07                     | 521,809                     | 12,727                      |
| 2007–08                     | 689,377                     | 16,814                      |
| 2008–09                     | 871,337                     | 21,783                      |
| 2009–10                     | 854,267                     | 21,356                      |
| 2010–11                     | 878,356                     | 21,423                      |
| 2011–12                     | 882,874                     | 21,533                      |
| 2012–13                     | 522,619                     | 21,775                      |
| 2013–14                     | 864,624                     | 21,615                      |
| 2014–15                     | 892,532                     | 21,769                      |

- Observación: Las temporadas 1994-95 y 2012-13 fueron temporadas lockout, en las que solo se disputaron 24 partidos en el United Center.

## Televisión
La estación de televisión WGN-TV 9 emitió los partidos de visitante de los Blackhawks desde 1961 hasta 1975. Luego emitió en estaciones de baja potencia hasta 1980, y en canales premium hasta 1984. Ese año, los partidos de los Blackhawks comenzaron a emitirse en el canal de cable básico SportsChannel Chicago, luego transformado en Fox Sports Net Chicago. En 2005, Comcast SportsNet Chicago compró los derechos. Desde la temporada 2008/09, algunos partidos se emiten canal WGN-TV 9, y por primera vez se empezaron a emitir los partidos de local.

## Palmarés

### Trofeos de la NHL
- 6 Stanley Cup: 1933-34, 1937-38, 1960-61, 2009-10, 2012-13, 2014-15
- 2 Trofeo de los Presidentes: 1990-91, 2012-13
- 7 Clarence S. Campbell Bowl: 1970–71, 1971–72, 1972–73, 1991–92, 2009-10, 2012-13, 2014-15
- 2 Trofeo Príncipe de Gales: 1966-67, 1969-70
- 1 Trofeo O'Brien: 1943-44

### Títulos de División
- División Este: 1969–70
- División Oeste: 1970–71, 1971–72, 1972–73.
- División Smythe: 1975–76, 1977–78, 1978–79, 1979–80.
- División Norris: 1982–83, 1985–86, 1989–90, 1990–91, 1992–93.
- División Central: 2009-10, 2012-13